# アクセル・ヘーガーシュトレーム

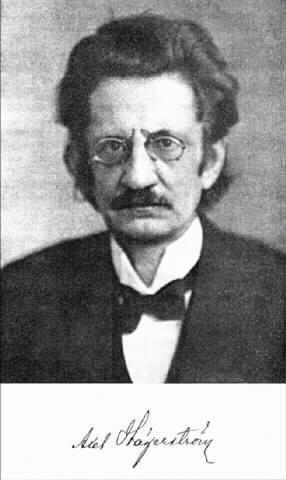

アクセル・ヘーガーシュトレーム（Axel Hägerström、1868年9月6日 - 1939年7月7日）は、スウェーデンの法学者、哲学者。

## 人物
ヨンショーピング県出身。ウプサラ大学で学び、1883年から1933年まで同大学で教えた。ウプサラ学派の創始者で、カール・オリヴェクローナやアルフ・ロスの師。北欧リアリズム法学の一端を担った。また、ドイツから亡命してきたテオドール・ガイガーと交流し、影響を与えた。

## 思想
スカンディナヴィアにおけるリアリズム法学の代表的な提唱者。法とはかつて未開人が信じていた超自然的で呪術的な「力」の残滓であり、権利や義務といった言葉の拘束力の由来は、かつてそれと結びついてた畏怖や拘束の感情をあたかも「心の習慣」のように喚起することに過ぎないと論じた。
分析方法は非常に心理学的であり、規範の探究においては規範そのものではなく「規範観」であるとして現実の探究を試みた。それは形而上学の放棄を意味し、「形而上学は言葉の羅列に過ぎない」と断じた。